# 2 Pułk Artylerii Motorowej

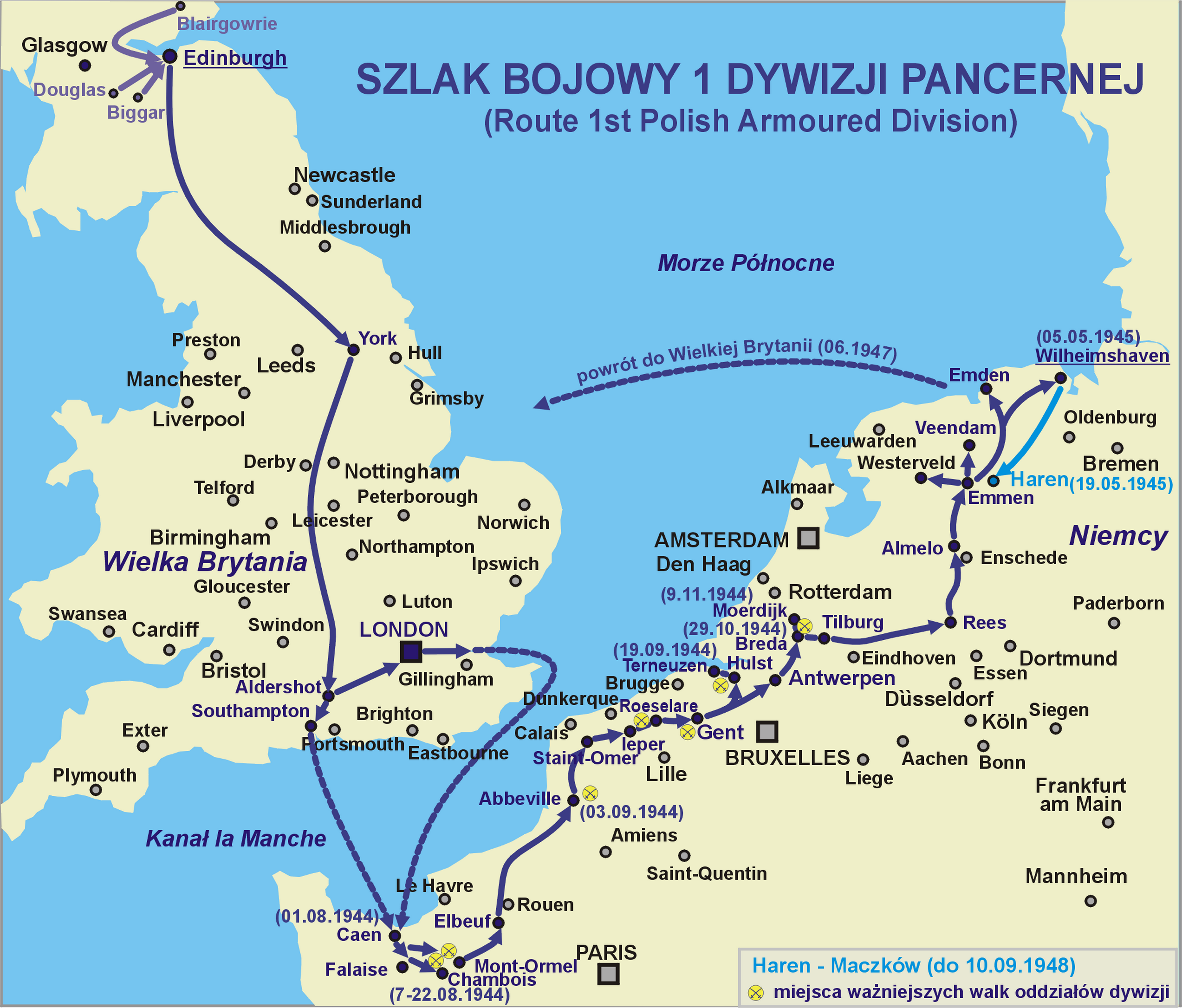
Szlak bojowy pułku w składzie 1 DPanc

2 pułk artylerii motorowej (2 pamot) – oddział artylerii motorowej Polskich Sił Zbrojnych.

## Historia, formowanie i zmiany organizacyjne
Z dniem 1 listopada 1943 roku dotychczasowy 1 pułk artylerii ciężkiej został przeformowany w 2 pułk artylerii motorowej. 24 listopada 1943 roku pułk przeniósł się z Haddington do Johnstone. Prowadzono szkolenie na posiadanych 8 haubicoarmatach 25-funtowych z własnego III dywizjonu. W styczniu 1944 roku pułk otrzymał przekazane przez 1 pamot. działa 25-funtowe. W marcu dokonano remontu posiadanego sprzętu artyleryjskiego oraz wymieniono samochody opancerzone Scout-Car Dingo na Humber.

## Działania bojowe pułku
2 Pułk Artylerii Motorowej po przetransportowaniu do Francji osiągnął rejon ześrodkowania w rejonie Meuvaines. Od 7 sierpnia w ramach artylerii ogólnego działania wspólnie z kanadyjskim pułkiem artylerii średniej był podporządkowany dowódcy artylerii dywizyjnej.

### Bitwa o Normandię
W dniu 8 sierpnia wykonał marsz w kierunku frontu w kolumnie dowódcy artylerii. Po przybyciu pułku w rejon stanowisk ogniowych, pułk odtwarzał zdolność bojową. W dniu 8 i 9 sierpnia prowadził ostrzał pozycji nieprzyjaciela na korzyść 10 BKPanc. 10 sierpnia prowadził ostrzał na korzyść zgrupowania 3 BS. Nocą 10/11 sierpnia pułk zmienił stanowiska ogniowe na południe od Cauvicourt. Dodatkowo 10 i 11 sierpnia pułk wspierał sąsiednią 3 Kanadyjską Dywizję Piechoty podczas walk o las Quesnay. W trakcie walk w okresie od 8 do 12 sierpnia pułk utracił 1 działo. W dniu 16 sierpnia pułk współdziałał ze zgrupowaniem ppłk. Koszutskiego, wspierając grupę taktyczną podczas walk o opanowanie Barou i Louvagny. W dniu 18 sierpnia pułk wspierał ogniem prowadzone na wzg. 258 i 240 natarcie grupy taktycznej mjr. Stefanowicza (1 pułk pancerny  i część bspodh). 19 sierpnia pułk zajął stanowiska na polach w odległości 750 m od Montreuil-la-Cambe, skąd na niemalże "maksymalnych celownikach" wspierał zgrupowania bojowe mjr. Zgorzelskiego i mjr. Stefanowicza. 23 sierpnia pułk odchodzi na odpoczynek na zaplecze frontu.  

### Pościg we Francji i Belgii
Od 29 sierpnia 1944 roku pułk wykonywał marsz, a następnie pościg w siłach głównych dywizji w ugrupowaniu 3 BS. Doraźnie wspierał bataliony strzelców podczas walk o miasta na pograniczu francusko-belgijskim. Od 15 września II dywizjon prowadził ostrzał artyleryjski niemieckich zgrupowań na północ od Gandawy w ramach grupy płk. Deca.   

### Walki na pograniczu belgijsko-holenderskim
16 września I dywizjon wspierał ogniem artyleryjskim prowadzący natarcie 9 bs w kierunku Axel. W dniu 17 września I i III dywizjony  prowadziły walkę ogniową, likwidując stanowiska artylerii niemieckiej i punkty obserwacyjne w rejonie Axel. 18 i 19 września pułk całością sił intensywnie wspierał 3 BS w walce o uchwycenie przyczółka na kanale Axel-Hulst oraz o zdobycie Axel. Po południu wszystkie dywizjonu zajęły stanowiska ogniowe na północ od zdobytego Axel ostrzeliwując porty u ujścia Skaldy. 20 września pułk całością sił wspierał w trakcie walk zgrupowanie 8 bs. Od 21 do 27 września pułk przebywał na wypoczynku na opanowanych pozycjach w pobliżu Axel. Od 29 do 30 września 1944 r. wspomagał ogniem natarcie 3 BS na Merxplas. Następnie wspierał bój o przeprawy oraz 1 października walki o zdobycie Zonndereigen. Natomiast 3 października pułk wspierał walki w rejonie miasta i o miasto Baarle-Nassau. 4 października 1 pamot wspierał ogniem artyleryjskim walki zgrupowań dywizji o lasy na północ i północny zachód od Baarle-Nassau i linię kolejową do Tilburga. Nazajutrz wspierał walki o Alphen, lasy na zachód od miasta oraz o miejscowości Terover i Houdseind. W okresie walk pułk wykonywał również oznaczenie białymi dymami własnych pozycji dla współdziałającego lotnictwa taktycznego. Od 6 do 26 października pułk osłaniał oddziały dywizji ogniem artyleryjskim podczas działań obronnych. 27 października 1944 r. 2 pułk całością sił wspierał ogniowo natarcie 10 BKPanc. w kierunku Vijfhuizen i Gilze. Po opanowaniu Bredy przez 3 BS i część 10 BKPanc. od 31 października do 2 listopada pułk wspierał walki w rejonie rzeki i kanału Mark wystrzeliwując tylko w dniu 1 listopada 7774 sztuki granatów. Od 3 listopada pułk wspierał ogniem bspodh. podczas forsowania kanału Mark oraz opanowania i utrzymaniu przyczółka. 4 listopada 2 pamot. wspierał Podhalan w natarciu mającym na celu poszerzenie przyczółka. W godzinach przedwieczornych pułk zajął stanowiska ogniowe na przyczółku. W dniach 6 i 8 listopada pułk wspierał 3 BS w walce o ufortyfikowane przedmoście i miasto Moerdijk, prowadząc nawały ogniowe na umocnienia wroga.    

### Obrona i dozorowanie odcinka frontu nad Mozą
W okresie od 9 listopada 1944 roku do 7 kwietnia 1945 roku pułk przebywał na stanowiskach nad Mozą. Współdziałał głównie z pododcinkiem 3 BS, prowadząc walkę artyleryjską z bateriami niemieckimi oraz niszcząc wskazane punkty ogniowe wroga. Dodatkowo wcielano uzupełnienia osobowe i sprzętowe, prowadzono szkolenie i udzielano urlopów. W dniach  31 grudnia 1944 roku i 6-7 stycznia 1945 r. wspierał własny 9 batalion strzelców podczas walk o wyspę Kapelsche Veer. Następnie w dniach 13-31 stycznia 1945 r. współdziałał z oddziałami 47 RM Comando i kanadyjskiej 4 DPanc. w walkach o ostateczne zlikwidowanie tego przyczółka.    

### Walki we wschodniej Holandii i w Niemczech
W trakcie marszu z rejonu Bredy w kierunku frontu w dniach 7-9 kwietnia 1945 roku dywizjony 2 pułku artylerii motorowej zostały przydzielone do dwóch OW maszerujących na czele dywizji OW nr 1 ppłk. Zgorzelskiego II dywizjon, a I dywizjon do OW 2 ppłk. Complaka. Od 11 kwietnia pułk współdziałał całością sił z 3 BS prowadzącą natarcie nad rzeką Ems. Od 16 kwietnia 2 pamot. (bez dywizjonu) został skierowany do walk o Küstenkanal w ramach 10 BKPanc. Biorąc szczególnie udział w walkach o jego sforsowanie 19 kwietnia. 20 i 21 kwietnia pułk wspierał walki o Papenburg. 22 kwietnia II dywizjonem grupę ppłk. Nowaczyńskiego. 24 i 25 kwietnia pułk wspierał ogniem walki 10 p drag. o sforsowanie kanału Hault-Fehn, zdobycie Posthausen i forsowanie rzeki Leda. Od 27 kwietnia 2 pamot. współdziałał z 3 BS wspierając ją w prowadzonych walkach. Ostrzeliwał cele w rejonie Posthausen, nad rzeką Jümme, w rejonie Detern, Bokel, Hollen, Apen i Westerstede. W dniu 4 maja i nocą 4/5 maja prowadził ostrzał artyleryjski pozycji niemieckich, a rano wykonał 19 minutową nawałę artyleryjską na pozycje niemieckie, wstrzymując ogień o godz. 7.59 5 maja 1945. Od tej chwili obowiązywała kapitulacja wojsk niemieckich przed frontem 1 DPanc.     

## Artylerzyści motorowi po wojnie
5 maja 1945 roku 2 pułk artylerii motorowej zajął jako garnizony okupacyjne w składzie grup bojowych: gb "Kazimierczak" bspodh. (bez dwóch kompanii), szwadron 24 puł. III dywizjon 2 pamot. w miejscowościach Etzel i Hohemoor, gb "Kochanowski" miejscowość Rutterelfeld II dywizjonem 2 pamot. i 1 samodzielny szwadron ckm. Reszta pułku pozostała na zajętych dotychczas terenie. Działania okupacyjne na tym terenie batalion pełnił do 20 maja 1945 roku. Zadaniem jego było oczyszczanie terenu z niedobitków, rozbrajanie osób i terenu z broni i amunicji, wyłapywanie przebranych żołnierzy i funkcjonariuszy hitlerowskich, egzekwowanie zarządzeń i warunków kapitulacji w tym ustalonej godziny policyjnej. W trakcie walk we Francji, Belgii, Holandii i na terenie Niemiec z szeregów pułku poległo 21 żołnierzy, 68 zostało rannych. Utracono jako zniszczonych 2 czołgi, 6 ciągników artyleryjskich, 2 transportery gąsienicowe Carrier, 8 jeepów. Wzięto do niewoli 100 jeńców. Wystrzelono 192 918 granatów. Otrzymano odznaczeń polskich: 21 Krzyży VM Vkl, 124 KW, 94 KZ z M, zagranicznych: 1 DSO, 2 MC, 2 MM, 2 Croix de Guerre i inne.
Swoje święto pułk obchodził 20 sierpnia, w rocznicę walk pod Bourdon w 1944.

## Żołnierze pułku
Dowódcy pułku

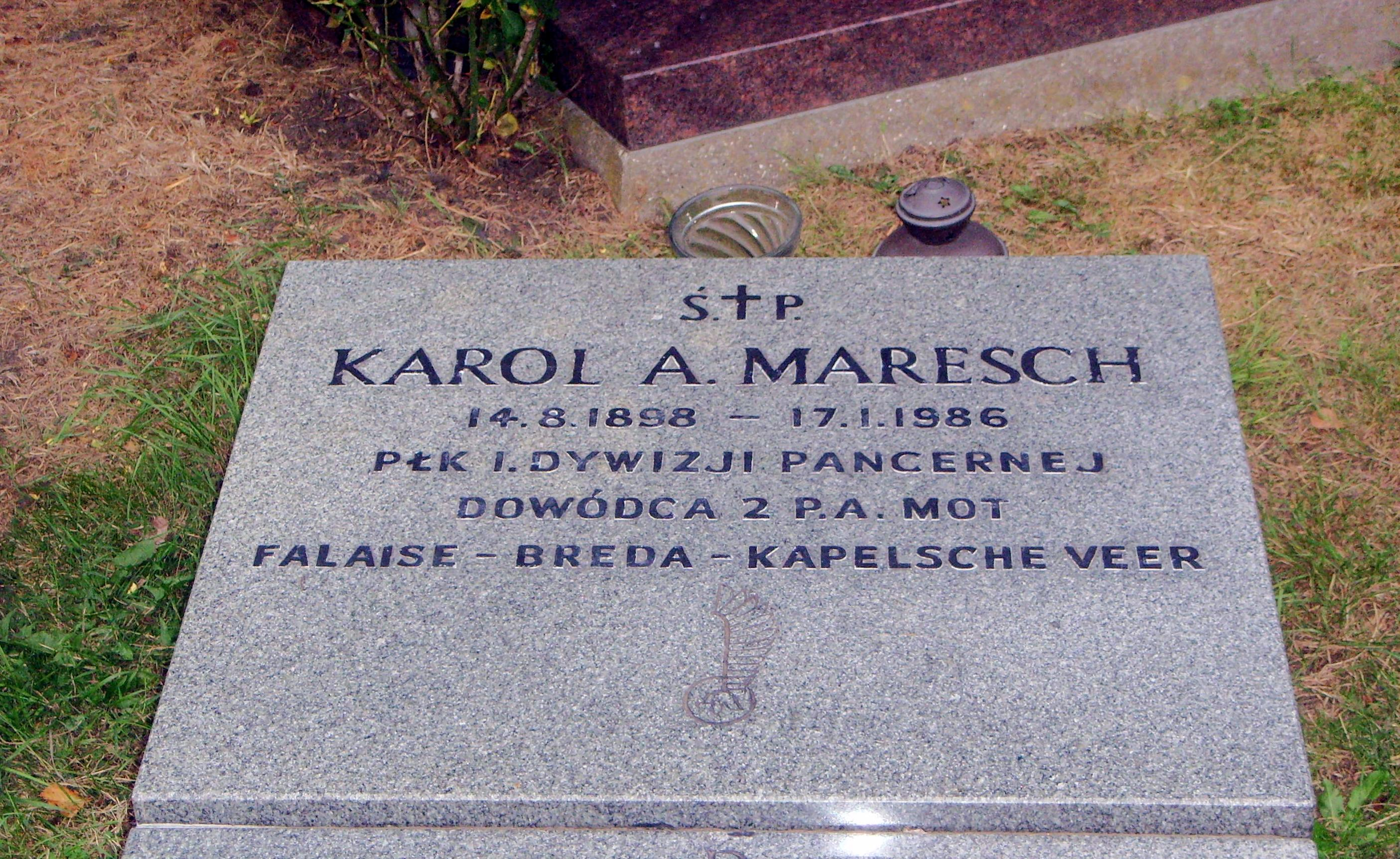
Grób płk. Karola Marescha na Cmentarzu Gunnersbury w Londynie

- ppłk Adam Józef Riedl[23] (10 IV – 18 XI 1943 → zastępca dowódcy Artylerii Dywizyjnej 1 DPanc[24])
- ppłk Karol Maresch[23] (18 XI 1943 - I 1946)
- ppłk Tadeusz Jan Wiszniewski (do 23 III 1947)
- ppłk Ignacy Prosiński (do VI 1947)

I zastępcy dowódcy pułku
- ppłk Edward Rykiert (do 17 XI 1943[25])
- mjr Tadeusz Jan Wiszniewski[26](od 17 XI 1943[24])

II zastępcy dowódcy pułku
- kpt. Zenon Małłysko (do 18 XI 1943)
- kpt. Kazimierz Wójcikowski (od 18 XI 1943[24])

I dywizjon
- dowódca dywizjonu - kpt. Władysław Krupowicz[26]
- zastępca dowódcy dywizjonu - kpt. Roman Barbacki[26]
- dowódca 1 baterii - por. Stanisław Kurpiel[26]
- dowódca 2 baterii - por. Kazimierz Kula[26]

II dywizjon
- dowódca dywizjonu - kpt. Stanisław Pokorny[26]
- zastępca dowódcy dywizjonu - kpt. Józef Kortylewski[26]
- dowódca 3 baterii - por. Tadeusz Stępień[26]
- dowódca 4 baterii - kpt. Kazimierz Kasprzycki[26]

III dywizjon
- dowódca dywizjonu - kpt. Kazimierz Szydłowski[26] (od 6 X 1943)
- zastępca dowódcy dywizjonu - kpt. Bohdan Skarbek-Borowski[26]
- dowódca 5 baterii - por. Stanisław Wejslog[26]
- dowódca 6 baterii - por. Marian Kasprzak[26]

## Skład organizacyjny
Struktura w 1 DPanc:
- 3 x dywizjon artylerii
  - 2 x bateria artylerii
    - 4 działony

## Symbole pułkowe
Sztandar

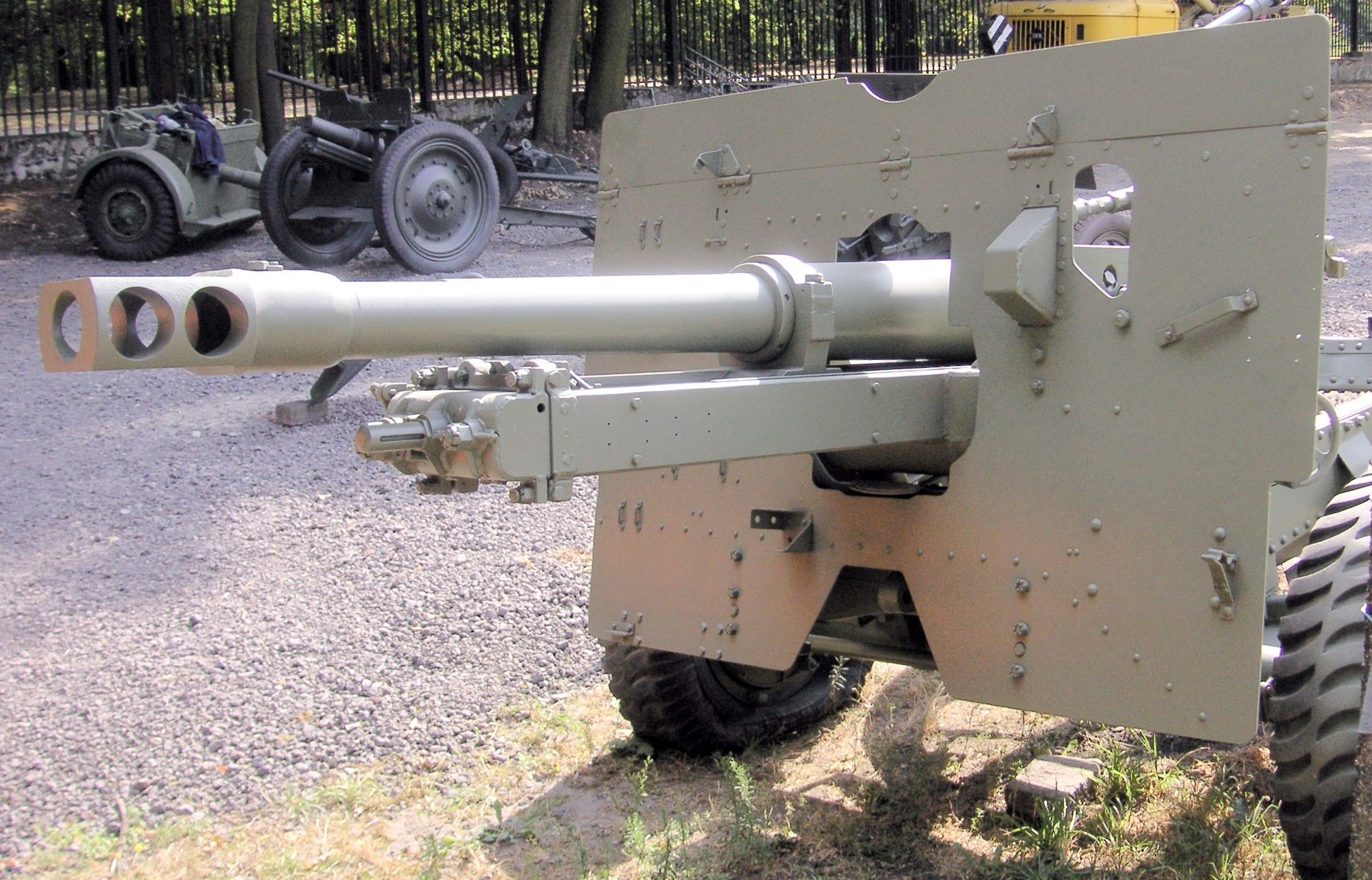
Angielska haubicoarmata 25-funtowa

Sztandar ufundowało społeczeństwo miasta Derby w W. Brytanii i wręczyło go pułkowi 3 listopada 1945.
Na tarczach - wizerunek Matki Boskiej Częstochowskiej, św. Barbary, herb miasta Derby i odznaka pamiątkowa pułku. Na czerwonym tle kraje i daty kampanii wojennych pułku.
Obecnie sztandar eksponowany jest w Instytucie Polskim i Muzeum im. gen. Sikorskiego w Londynie.
Odznaka pamiątkowa
Odznaka posiada formę stylizowanego orła trzymającego w szponach proporzec w barwach pułkowych (czarno - szmaragdowy), na którym umieszczona jest oznaka rozpoznawcza 1 Dywizji Pancernej. Nad proporcem na piersi orła cyfra 2. Wykonana w białym metalu, metodą głębokiego tłoczenia; wym. 62 x 32 mm. Mocowana do górnej, lewej kieszeni munduru nakrętką tłoczoną w blasze. Brak znaku firmowego.
Barwy
Proporczyk czarno-zielony (szmaragdowy).
Znak na pojazdach 